# نظرية البطلان
البطلان اللغة العربية (هو توقف شيء أي عدم النفع منه)، أما في القانون (فهو انعدام العقد القانونيّ وسقوطه، أو هو انعدام أثر التصرُّف بالنسبة إلى المتعاقدين وبالنسبة إلى الغير لعدم توافر ركن من أركان التصرُّف أو شرط من شروط صحته وفقا للقانون).

## تطور نظرية البطلان في القانون المقارن
يقوم نظام البطلان على التفرقة بين البطلان المطلق والبطلان النسبي؛ ويرجع اساس هذه التفرقة إلى القانون الفرنسي القديم فالفقه الإسلامي لم يؤثر في المشرع إلا نادرا فيما يتعلق بهذه المسألة. فالعقود من الناحية القانونية تعتبر باطلة بطلان مطلق لغياب أحد الأركان التالية: 
1. ركن المحل
2. ركن السبب
3. ركن الأهلية
4. ركن الشكل

وتكون باطله إذا توافرت فيها العيوب المتعلقة بالإرادة ومن اهمها (التراضي بين الطرفين)، وعليه إذا شاب العقد أحد هذه العيوب يعتبر باطل ومنها:
1. الإكراه المادي أو المعنوي.
2. الغلط
3. الغرور والغبنة.

## مبررات التمييز بين البطلان المطلق والبطلان النسبي
أسس التفرقة في النظرية التقليدية للبطلان: 
تقوم على فكرة تدرج الخطأ المسلط على العقد بحسب الخطورة الخلل الذي يعتري انعقاده وصحته.
في حالة البطلان المطلق: العقد يفتقر إلى أحد أركانه الأساسية: الرضا (خلق) -سبب - المحل في العقود الشكلية. 
فافتقار العقد لأحد أركانه يحوله تماما دون تكوينه. دور القاضي هو مجرد معاينة انعدام العقد. 
في حالة البطلان النسبي: العقد يفتقد إلى شرط يكتسي أهمية أقل من الشروط التي سبق ذكرها: عيوب الرضا - الغبن - الأهلية الغلط.

## التكريس القانوني النظرية التقليدية للبطلان
أ- قاعدة لا بطلان بدون نص فصل 325 حدد حالات بطلان مطلق. فصل 330 حدد حالات بطلان نسبي وهي:
- حالة أهلية
- عيوب رضا
- السكر المغير للشعور
- غبن الصغير

ب- نقائص النظام القانوني للبطلان: قاعدة لا بطلان بدون نص تقيد القاضي كثيرا وتمنعه من الاستفادة من النظريات الحديثة للبطلان المدني. بعض الفقهاء استغلوا غياب التنصيص عن البطلان لتكريس نظرية العقد الموقوف في القانون التونسي والقانون الأردني.

## نظرية البطلان في القانون المدني العراقي
أن القانون المدني العراقي يقسم العقد من حيث صحته إلى عقد صحيح وعقد باطل. ويقسم العقد الصحيح إلى عقد نافذ وعقد غير نافذ موقوف ويقسم النافذ إلى عقد لازم وعقد غير لازم. العقد الصحيح وينقسم العقد الصحيح إلى عقد صحيح نافذ وعقد صحيح غير نافذ وهو ما يصطلح عليه في لغة الفقه الإسلامي والقانون العراقي بالموقوف.

## موقف المشرع في القانون الجزائري
يظهر أن المشرع الجزائري قد أخذ بالمعيار الذي يضم التفرقة بين نوعيي البطلان، فالبطلان في نوعه الأول قد يكون مطلقا إذا لم يتوفر فيه ركن من أركان العقد أو تخلف شرط من الشروط القانونية في المحل أو السبب، كما قد يكون البطلان نسبيا إذا لم تتوافر فيه صحة التراضي أو إذا كان أحد الطرفي العقد ناقص الأهلية.
الفرع الثاني: حالات البطلان
- حالات البطلان المطلق: يكون العقد باطلا إذا تخلف ركن من أركانه وهي وجود الرضى أو المحل أو السبب بشروطه القانونية والشكل أيضا يتطلبه القانون وبالتالي يبطل العقد بطلانا مطلقا في الحالات التالية:

1. إذا انعدم ركن الرضاء نظرا لعدم تطابق الإرادتين أو لأن أحد المتعاقدين عديم الإرادة.
2. عدم وجود المحل أو كان المحل غير معين أو مستحيل أو كان خارجا عن دائرة التعامل.
3. إذا لم يوجد سبب للالتزام أو أن سبب العقد غير مشروع.
4. تخلف الشكل الذي يتطلبه القانون لانعقاد العقد في العقود الشكلية.[2]